# 秤動

月の秤動のシミュレーション

秤動（ひょうどう、libration）とは、ある天体からその周囲を公転する衛星を見た時に、その衛星が見かけ上行うように見える、または実際に行うゆっくりとした振動運動である。単に「秤動」と言う場合には特に、地球を周回する月の秤動を指すことが多い。
なお、「秤動」という漢字表記は、正しくは「ショウドウ」と音読するべきところであるが、これを「ヒョウドウ」と読むのは、「章動」（ショウドウ）、「摂動」（ショウドウ、セツドウ）と区別するためであるという。

## 月の秤動
月の自転周期は、地球の周囲を回る公転の周期と同期しているため月は地球に対して常にほぼ同じ面を向けているが、秤動があるために地球上の観測者は時間の経過とともに月の裏側の一部をも見ることができる。このため、地球上からは月の全表面のうち約59%を観測できる。秤動には、光学的秤動と物理秤動がある。

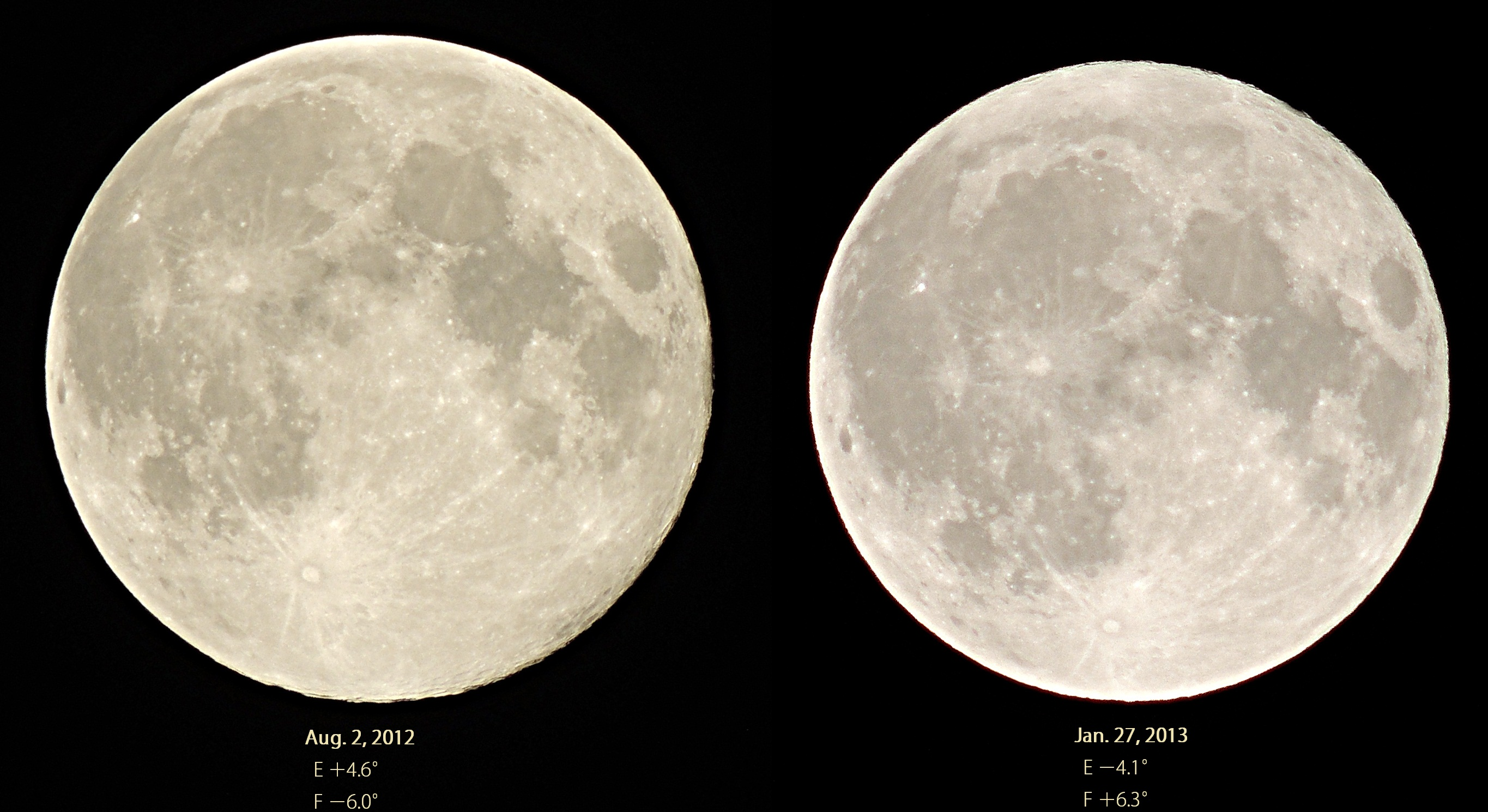
2012年8月2日の満月と半年後の2013年1月27日の満月に見る秤動。
経度秤動(E)、緯度秤動(F)は2つの満月はほぼ反対向きで、Eの差は約9°、Fの差は約12°に及ぶため、月の模様が大きくずれているのが分かる。Eが正のときは月の東側（豊かの海のある側）が、Fが正のときは月の北側（雨の海のある側）が見えている。写真の月は上側が北。

### 光学的秤動
光学的秤動(optical libration)は、月の見かけの振動である。

#### 緯度秤動
緯度秤動(libration in latitude) は、月の自転軸が月の公転面の法線に対してわずかに（1.5度ほど）傾いているために生じる緯度方向の動きである。この秤動の原因は、地球の自転軸が公転面に対して傾いているために地球に四季が生じるのと同様のものである。このためにあるときは月の北極付近が地球上の観測者から見え、またあるときはこれと反対側の軌道上では月の南極付近が少し見え、その割合は少しずつ変化し、その周期は1分点月である。

#### 経度秤動
経度秤動(libration in longitude) は、地球の周囲を回る月の公転軌道がわずかに楕円であるために、月の自転が軌道上の位置に対してわずかに進んだり遅れたりすることで生じる経度方向の動きである。

#### 日周秤動
日周秤動(diurnal libration) は、地球上の観測者の位置が地球の自転によって動くために、観測時刻に応じた視差を生じることで表れるものである。日周運動によって月の出のさいには月の西側の縁を、月の入りのさいには月の東側の縁を見ることになり、その程度は約1度である。

### 物理秤動
物理秤動(physical libration)は、月の形状が完全な球体ではないために、地球や太陽から受ける重力によって月自体が揺れ動くものである。その程度は約3.5′である。